# اندرسن، شهرستان اتوواه، آلاباما
اندرسن (به انگلیسی: Anderson) یک منطقهٔ مسکونی در ایالات متحده آمریکا است که در شهرستان اتوواه، آلاباما واقع شده‌است. اندرسن ۱۷۱٫۹۱ متر بالاتر از سطح دریا واقع شده‌است.